# Carl Doell
Carl Doell, escrit també com a Carl Döll (Saxònia, Alemanya, 25 de desembre de 1869 o de 1879 - Atlantic City, Nova Jersey, 1945) fou un músic violinista, concertino de l'Orquestra de Filadèlfia.

## Biografia
Havia estudiat a la prestigiosa Akademische Hochschule für Musik de Berlín. Va estudiar amb el violinista Joseph Joachim. Va guanyar la medalla Liszt per a violinistes i va ser concertino de l'Orquestra Winderstein de Leipzig. Segons una informació apareguda en diaris estatunidencs, a l'edat de 15 anys havia interpretat el Concert per a violí de Felix Mendelssohn davant Lluís II de Baviera.
Va emigrar als Estats Units d'Amèrica l'octubre de 1899, incorporant-se poc després com a professor de violí de l'Acadèmia de Música de Filadèlfia, sent l'altre professor de violí Howard Rattay i sota la direcció del pianista i compositor alemany Richard Zeckwer. El 4 de novembre de 1899 va participar en un concert de professors de l'Acadèmia, el 474è, al costat de la pianista Aimé Lachaume i de Richard Zeckwer, entre d'altres. El director d'orquestra alemany Fritz Scheel va escollir Carl Doell com a concertino de l'Orquestra de Filadèlfia en la temporada 1900-1901, càrrec que implicava també la direcció d'assajos en absència del director. Cal dir que l'orquestra estava formada exclusivament per homes. Després de deixar l'orquestra el 1901, Carl Doell va continuar exercint de professor a l'Acadèmia de Música de Filadèlfia, mentre participava en concerts de cambra i dels professors de l'Acadèmia.
Doell es va casar amb Ottilie Collins (1883-1952), natural de Maryland, quan ella tenia 19 anys i ell en tenia 34. Van tenir dos fills: Carl (1912-1989) i Paul. Doell va ser després músic i professor al municipi de Springfield, Pennsilvània (un suburbi de Filadèlfia), vivint amb Ottilie i el seu sogre Thomas Collins. El 1905, Carl Doell i Ottille s'havien traslladat a Atlantic City, Nova Jersey, una ciutat balneària on Carl va exercir de violinista.
El 1927 estava en actiu, participant en el quartet de corda Atlantic City, al costat de S. Ritz (violí), Vladimir Coonley (viola) i Marsden Brooks (violoncel). El 1934 continuava en actiu a la mateixa ciutat, participant en un concert de l'Atlantic City Crescendo Club.